# Utazás a jövőbe (Bűbájos boszorkák)
A sorozat 3 lánytestvérről szól, akik eddigi életüket külön élték de egy tragédia ismét összehozza őket. A három lány egy fedél alá kényszerül, nézeteltéréseik ellenére.
Hamarosan fény derül a titokra, hogy ők hárman hatalmas erejű boszorkányok és képességeikkel természetfeletti, ártó lények ellen harcolnak és segítik a bajbajutottakat.
Ismét teljes a hármak ereje.
Szereplők: Alyssa Milano (Phoebe Halliwell), Holly Marie Combs (Piper Halliwell), Shannen Doherty (Prudence 'Prue' Halliwell), Brian Krause (Leo Wyatt)

## Rövid tartalom
Phoebe szörnyű látomást kap saját kivégzéséről. A lányok egyszer használható varázslattal a jövőbe utaznak, hogy megváltoztassák Phoebe sorsát. Az igézet saját maguk jövőbeli testébe katapultálja őket. Kiderül, Pipernek a jövőben bájos lánygyermeke van, házassága Leoval viszont zátonyra futott. Prue bőrruhás szőke nő, hatalommal és sok pénzzel, azonban kevés szeretet kap helyet életében. Phoebe pedig megtudja, varázserejével megölt egy brutális gyilkost. Azonban nem csak az életébe került az, hogy megbüntette a gonoszt: egy nagy hatalommal bíró politikust az eset arra sarkallta, hogy futurisztikus boszorkányüldözést csináljon a dologból. Erőfeszítéseik ellenére Prue és Piper nem mentheti meg Phoebe-t a máglyahaláltól. Amikor a három testvér épen és egészségesen visszatér 1999-be, megesküsznek, nem válnak azokká az emberekké, akiket a jövőben maguknak láttak.

## Érdekességek
- Piper és Leo története ebben az alternatív jövőben másként alakult volna: összeházasodnak, de elválnak, és egy kislányuk születik. Habár teljesen más történt végül, ez az utazást hitet adott nekik abban, hogy meg fogják majd tudni oldani, hogy összeházasodjanak.
- Prue az alternatív 2009-ben a Buckland's tulajdonosa volt, és volt irodája Londonban, Tokióban és Párizsban is. Ez a jövő nem csak azért nem valósult meg, mert Prue 2001-ben meghalt, hanem azért sem, mert 2000-ben kilépett a Buckland'sből és fotósnak állt. A jövő (és a jóslás, időutazás is) ezek szerint a sorozat törvényei alapján is úgy működik, hogy a pillanatnyi helyzetből esetleg kialakuló képet mutatja, ha az adott személy(ek) folytatják azt a hozzáállást és életvitelt, amit a kérdés feltevésekor vagy az utazás kezdetekor éltek. Az epizódban a lányok személyes haszonra használták a mágiát, tehát - ha így folytatták volna - Phoebe meghalt volna. Piper nem nagyon bízott a Leoval való kapcsolatában, tehát - ha továbbra is bizalmatlan marad - a jövőben elválnak. Prue ambiciózus volt, és a Buckland'snél dolgozott a jelenben, tehát - a pillanatnyi jelent a jövőre kivetítve - 2009-ben is ott dolgozott volna. Ezt a jövőt azonban már a következő cselekedetükkel felülírták, és az abban a pillanatban egy teljesen más jövőt mutatott volna, ha akkor utaznak.
- Pratt mondata az Apokalipszis most egyik híres mondatára utal-("I love the smell of Napalm in the morning!") - "Imádom reggelente érezni a Napalm illatát!")

## Epizód adatok
- Első adás Amerikában: 1999. október 7.
- Első adás Magyarországon: 2003. december 5.
- Első ismétlés Magyarországon: 2004. július 29.
- Második ismétlés Magyarországon: 2006 január 14.
- Harmadik ismétlés Magyarországon: 2009. november 4.
- Írta: Chris Levinson és Zack Estrin
- Rendezte: John Behring

## További szereplők
- 2009 Anchor - Richard Saxton
- Anne - Lisa Connaughton
- Asszisztens 1 - Tina Thomas
- Asszisztens 2 - Taili Song
- Cal Greene - Dan Horton
- Szomszéd - Jennifer Hale
- Melinda Halliwell-Wyatt - Clara Thomas
- Nathaniel Pratt - Pat Skipper
- Sikoltó nő - Claudia Gold
- Sierra Stone - Sibila Vargas
- Sportriporter - Michael Brownlee

## Nemzetközi címek és magyar jelentésük
- Angol: Morality Bites (Az erkölcs bűzlik / Erkölcsmorzsák)
- Német: Hexenjagd (Boszorkányüldözés)
- Olasz: Viaggio nel futuro (Utazás a jövőbe)
- FranciaLa chasse aux sorcieres (Boszorkányüldözés)
- Spanyol: La moral fastidia (Az erkölcs bűzlik)

## Dalok a részben
Stroke 9 - Tail of the Sun (A stáblista után)